# Carex gravida
Carex gravida är en halvgräsart som beskrevs av Liberty Hyde Bailey. Carex gravida ingår i släktet starrar, och familjen halvgräs. Inga underarter finns listade i Catalogue of Life.